# Toyota Coaster
Toyota Coaster — сімейство автобусів класу міді, що виробляється Toyota Motor Corporation. Перше покоління представлене в 1969 році, друге покоління представлене в 1982 році, третє покоління в 1993 році і четверте покоління в кінці 2016 року. Третє покоління було модернізовано в 2001 році і знову в 2007 році. У Японії Coaster продаються виключно в дилерських центрах Toyota Store. З 1996 року Toyota Coaster також продаються під назвою Hino Liesse II.
Coaster виробляється в Японії в Карії, Айчі (завод Йошівара).
У Китаї було зроблено декілька неліцензованих клонів Coasters третього покоління, включаючи JNQ5041/JNQ6601 Jiangnan Motors JNQ5041/JNQ6601, Joylong Motors HKL6700, Golden Dragon XML6701 і Sunlong Bus SLl6770.
Toyota Coaster четвертого покоління був представлений 22 грудня 2016 року і доступний для покупки в Японії 23 січня 2017 року. Автобус здатний перевозити 9-29 сидячих пасажири, на вибір комплектується рядними 4-циліндровими турбодизелями 4,0 л N04C — VJ тип потужністю 150 к.с. або 4,0 л N04C — VK Тип потужністю 180 к.с., 5-ст. МКПП або 6-ст. АКПП, заднім або повним приводом.

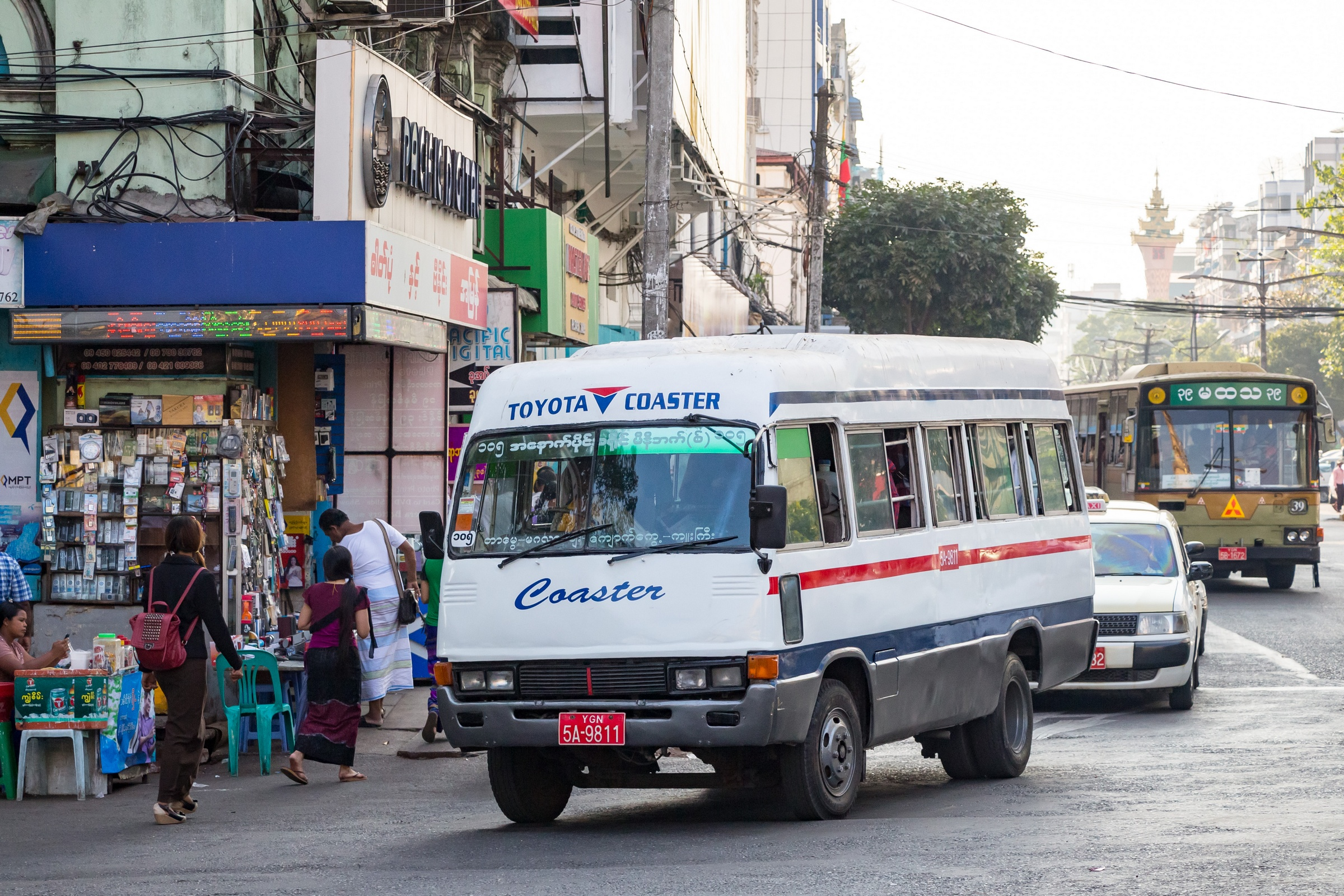
Toyota Coaster 1 (1969-1982)
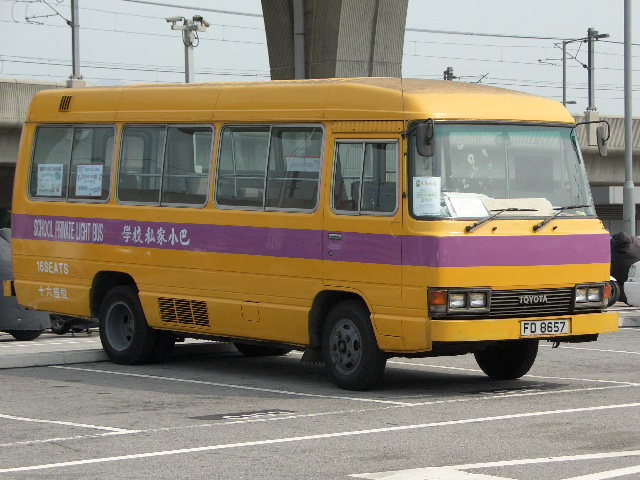
Toyota Coaster 2 (1982-1993)
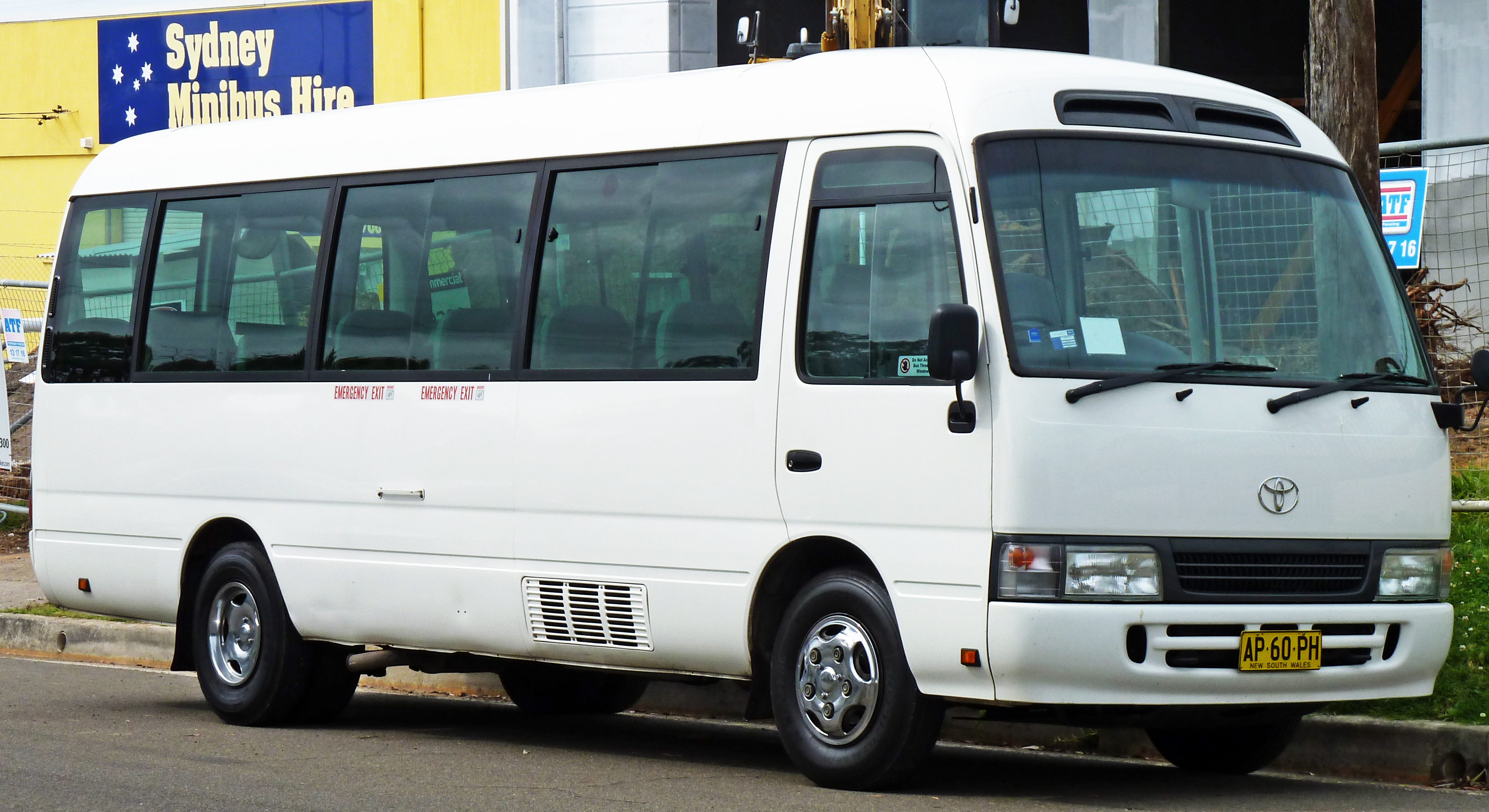
Toyota Coaster 3 (1993-2016)
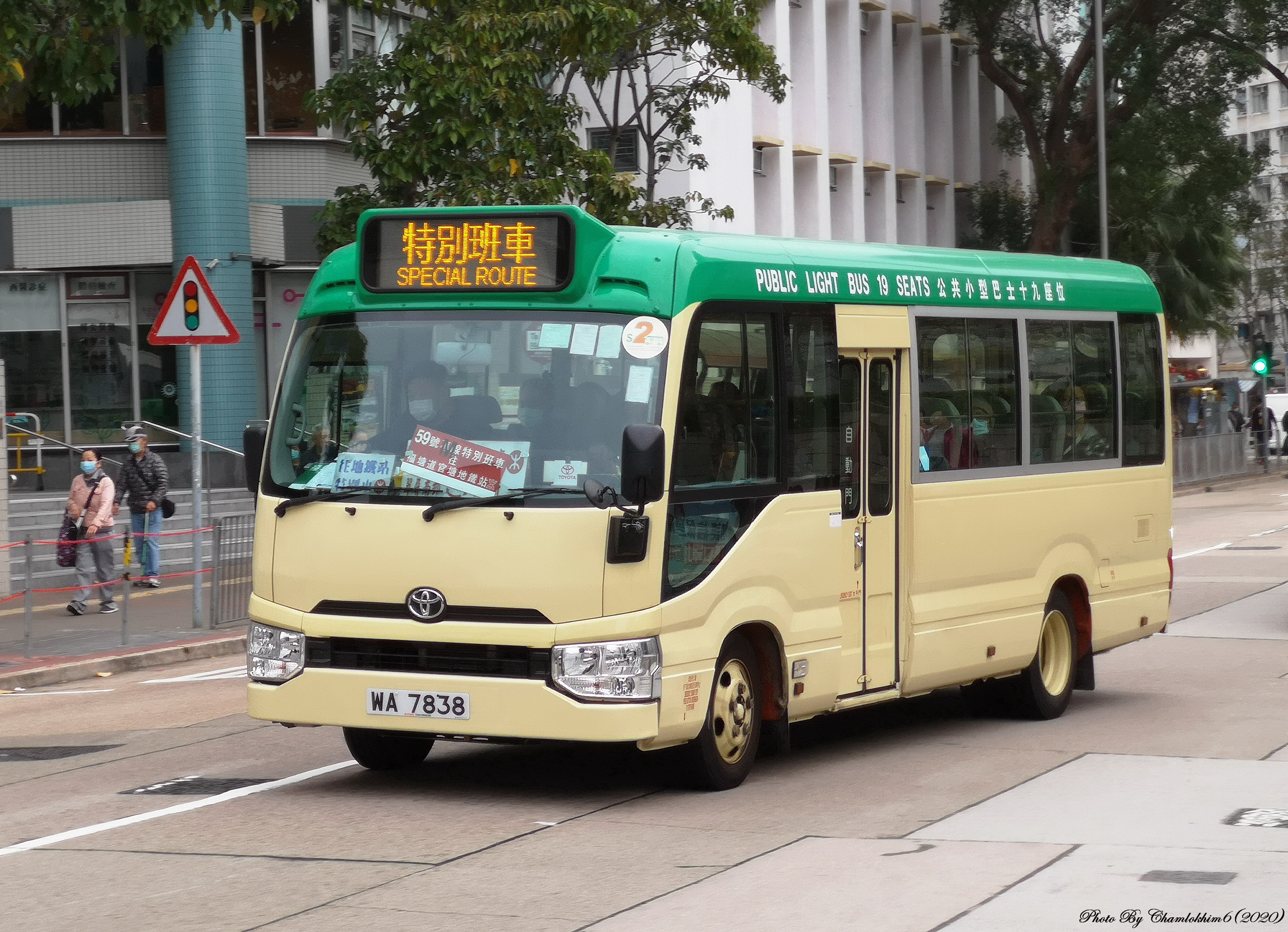
Toyota Coaster 4 (2016-)